# Pedro Jaime Esteve
Pedro Jaime Esteve (latinisiert Estevius, katalanisch Pere Jaume Esteve) (* um 1500 in Sant Mateu del Maestrat; † 1556 in Valencia) war ein spanischer Arzt, Botaniker und Humanist.

## Leben und Werk
Pedro Jaime Esteve studierte in Valencia, Paris und Montpellier. Später arbeitete er als Professor für Medizin und Mathematik an der Universität Valencia. 1551 gab er das hippokratische Werk Epidemien II in griechischer Sprache mit zahlreichen Illustrationen und mit einer lateinischen Übersetzung heraus. Dieses Buch war das medizinische Grundlagenwerk des spanischen Humanismus. 1552 hat er eine kritische Edition der Theriaca, ein Werk über Gifte und Bisse von Schlangen und Skorpionen des altgriechischen Arztes Nikandros aus Kolophon, herausgegeben. Seiner lateinischen Hexameter-Version hat er Kommentare zur lateinischen und katalanischen Nomenklatur und Klassifikation auch von einigen Pflanzen aus der Gegend von Valencia beigestellt. Später hat Esteve ein Werk über Heilkräuter und Heilpflanzen geschrieben, das jedoch heute als verloren gilt.

## Sonstiges
Die amerikanische Pflanzengattung Stevien (Stevia) ist nach Pedro Jaime Esteve benannt.